# Ну постривай! Канікули
Ну, постривай! Канікули— російський мультсеріал виробництва студії «Союзмультфільм». Першу серію мультсеріалу було представлено 17 грудня 2021 року на YouTube-каналі «Союзмультфільм» та в онлайн-кінотеатрі Okko. Мультсеріал є ремейком мультсеріалу Ну, постривай!

## Сюжет
Активному Зайцеві не вдається насолодитися відпочинком на курорті повною мірою, тому що його невпинно переслідує хуліган і пройдисвіт Вовк, який крутиться поблизу. Між агресивно налаштованим Вовком та миролюбним Зайцем постійно спалахують різні конфлікти — від боротьби за увагу чарівної Козулі Вулі до суперництва за головний приз у велогонках.

## Історія створення
Наприкінці 2019 року «Союзмультфільм» оголосив про плани випуску 26 нових серій (на честь 50-річчя мультсеріалу), починаючи з 21 серії, однак у березні 2020 року кількість запланованих серій була збільшена до 52.
У червні 2020 року «Союзмультфільм» показав перші 3D зображення старих та нових персонажів і підтвердив свої наміри випустити перші серії ремейку до кінця 2020.
Через пандемію коронавірусу випуск відкладався, прем'єра була відкладена на грудень 2021.
Перший трейлер перезапуску, що виходить під назвою «Ну, постривай! Канікули», був опублікований на каналі Союзмультфільму на YouTube 21 листопада 2021 року.
Представники «Союзмультфільму» наголосили, що проект не можна вважати прямим продовженням радянського мультфільму, створеного режисером-мультиплікатором В'ячеславом Котіночкіним.
Режисер і художник студії «Союзмультфільм» Юрій Норштейн поставився до ідеї перезапуску дуже негативно, а володимирське відділення політичної партії «Комуністи Росії» вимагало заборонити студії «Союзмультфільм» створення ремейку «Ну, постривай!»

## Персонажі
- Вовк — самовдоволений хуліган-розгильдяй, авантюрист-невдаха, що постійно влипає в неприємності. Одягнений у рожеву майку, має скуйовджене волосся. Не любить Зайця, чи не завжди женеться за ним. Також змагається з ним за козулю Улю, яку закоханий.
- Заєць — життєрадісний, культурний підліток, який проводить час із користю. Поступається Вовку в силі, але набагато розумніший і щасливіший за нього.
- Кошеня - малюк, що постійно трапляється Вовку на шляху. Вовк не гидує відібрати в нього щось смачне чи цінне.
- Вуля - красива молода козуля, в яку закоханий Вовк. Активна, легка на підйом завжди тримається з гідністю. Зазвичай носить бірюзову толстовку, а на голові у неї два банти у вигляді ріжок. Симпатизує Зайцю та борсуку Тіму, недолюблює Вовка.
- Тім – серйозний спортивний борсук, тренер та організатор спортивних заходів. Любить лад, стежить за безпекою.
- Шу - тихий їжачок, розумний і технологічно підкований. Любить та вивчає природу, іноді проводить екскурсії. Незабаром став найкращим другом Зайця.
- Бегемоти - подружня пара, яка воліє проводити час тихо і спокійно. Дуже часто Вовк випадково заважає їм, і тоді Бегемот чоловік власноруч забезпечує йому неприємності. Він же полягає у баскетбольній команді бегемотів.
- Свинка - велика позитивна дівчина, яка завжди у добрій формі. Закохана у Вовка, проте той завжди тікає від неї.
- Шкідливий птах - звичайний птах, волею випадку теж виявляється учасником подій курорту. Має свою баскетбольну команду таких самих птахів.
- Вовк-зірка – Вовк, який з'являється у серії «Підміна». На відміну від звичайного Вовка, його скуйовджене волосся світле, також він носить окуляри, а його одяг стильніший і крутіший. Спочатку дуже сердився, що Вовк замінював його, але потім вони разом чудово виступили на концерті.
- Краб - звичайний краб, який також став учасником подій курорту на одному рівні зі Шкідливим птахом.

## Ролі озвучували
- Гарік Харламов - Вовк
- Дмитро Хрустальов - Заєць
- Еван Котляров - Котеня
- Ліна Іванова - Козуля Уля
- Діомід Виноградов - Барсук Тім, Їжачок Шу, Бегемоти, Вовк-зірка
- Марія Савіних - Свинка, шкідливий птах

## Знімальна група
- Режисери-постановники: Андрій Жидков, Олексій Ігнатов, Джей Лендер, Микола Гребенніков, Олена Полякова.
- Режисер, що випускає: Максим Волков (2—5, 7, 9—13 серії), Андрій Жидков (8 серія).
- Автори сценарію: Дмитро Будашкаєв, В'ячеслав Благодарський, Дмитро Капін, Олександр Санатовський, Олександр Чучукін, Максим Аксьонов, Олександра Федотова, Євген Єремєєв, Євген Віхарєв, Калерія Дьоміна.
- Сценарний редактор: Марія Парфьонова (2—5, 7, 9 серії), Максим Аксьонов (7 серія), Дмитро Капін (1, 6 та 8 серії), В'ячеслав Благодарський (з 15 серії).
- Художники-постановники: Роман Моріс (1, 6, 8 та 12 серії), Анатолій Соколов (2-5, 7, 9-11, з 13 серії).
- Шеф-редактор: Марина Кошова.
- Композитори: Сергій Сидоренко (1, 6 та 8 серії), Олександр Огнєвець (1 та 6 серії), Станіслав Смирнов (2—8, 11 та 15 серії), Дмитро Вихоронов (2, 3, 5 та 7 серії), Ілля Зудін (9, 10 та 13 серії), Дмитро Первушин (14 серія).
- Музика будинок культури «Майстерня»: І. Жирнов (2 серія), Леван Чичура (2 та 12 серії), Сурен Томасян (2 серія).
- Аранжування: Дмитро Віховов (4 серія).
- Звукорежисери: Павло Івашніков (1, 6-8, 10-12, з 15 серії), Філіп Солонар (1, 6-8, 10-12, з 15 серії), Олександра Монахова (2 серія), Інокентій Сєдов (3- 5 серії), Олександр Пономарьов (9, 13 та 14 серії).
- Музичний редактор: Дмитро Вихова.
- Музика: VISIZI.
- Автор музики заставки: TAMAZ DEAK.
- Автор аранжування: Іван Дорн.
- Монтаж: Степан Неупокоєв (1 та 6 серії), Тетяна Вартанян (1, 6, 8 та 12 серії), Олександр Павлов (2—5, 7, 9—11, з 13 серії), Максим Потопяк (6, 8 та 12) серії).
- Технічний директор: Павло Ледін.
- Креативний продюсер: В'ячеслав Благодарський (1, 6, 8, 12 та 13 серії), Андрій Жидков (2-5, 7, 9-11, з 14 серії).
- Виконавчий продюсер: Дарина Сперанська.
- Лінійний продюсер: Геля Скітович.
- Креативний директор Марія Савіних.
- Менеджер виробництва: Максим Свіщев.
- Продюсери: Юлія Осетинська, Борис Машковцев, Ліка Бланк.

## Список серій
| №  | Назва                   | Рік  |
| -- | ----------------------- | ---- |
| 1  | На валізах              | 2021 |
| 2  | Лунапарк                | 2021 |
| 3  | Швидше, вище, сильніше  | 2021 |
| 4  | Пляж                    | 2021 |
| 5  | Лижники та сноубордисти | 2021 |
| 6  | Новий Рік               | 2021 |
| 7  | Дельтаплани             | 2022 |
| 8  | невловимий Вовк         | 2022 |
| 9  | Вихідний                | 2022 |
| 10 | Карта скарбів           | 2022 |
| 11 | Фокуси                  | 2022 |
| 12 | Спортзал                | 2022 |
| 13 | Похід                   | 2022 |
| 14 | Самовар                 | 2022 |
| 15 | Підміна                 | 2022 |
| 16 | Перехоплення            | 2022 |
| 17 | Сніжки                  | 2022 |
| 18 | Чесна гра               | 2022 |
| 19 | Страшилки               | 2022 |
| 20 | Стоп! Знято!            | 2022 |
| 21 | Виклик                  | 2022 |
| 22 | Лунатизм                | 2023 |
| 23 | Ковзани та санки        | 2023 |
| 24 | Крижана слава           | 2023 |
| 25 | Кулінари                | 2023 |
| 26 | Дикий відпочинок        | 2023 |

Сезон 2
| №  | Назва                 | Рік  |
| -- | --------------------- | ---- |
| 27 | Гіпноз                | 2023 |
| 28 | День народження Зайця | 2023 |
| 29 | Марафон               | 2023 |
| 30 | Лонгборди             | 2023 |
| 31 | Оркестр               | 2023 |
| 32 | Хокей                 | 2023 |
| 33 | Машинки               | 2023 |
| 34 | Швидкість             | 2023 |
| 35 | Напад роботів         | 2023 |
| 36 | Гірський триатлон     | 2023 |
| 37 | Пляжне багатоборство  | 2023 |
| 38 | Одного разу у виставі | 2023 |
| 39 | Несправжній герой     | 2023 |
| 40 | Фотографія            | 2023 |
| 41 | Кібердуель            | 2023 |
| 42 | Нишпорка              | 2023 |
| 43 | Звіриний суботник     | 2023 |
| 44 | Конкурс талантів      | 2023 |
| 45 | Шароманія             | 2023 |
| 46 | Гра у футбол          | 2023 |
| 47 | Будинок на дереві     | 2023 |
| 48 | Ялинки моталки        | 2023 |
| 49 | Тупий хуліган         | 2023 |
| 50 | Щасливий талісман     | 2023 |
| 51 | Рідкісний квітка      | 2023 |
| 52 | Незаселений острів    | 2023 |

Сезон 3
| №  | Назва             | Рік  |
| -- | ----------------- | ---- |
| 53 | Лицарі            | 2024 |
| 54 | Картінг           | 2024 |
| 55 | Метеорит          | 2024 |
| 56 | Автошкола         | 2024 |
| 57 | Рибалка           | 2024 |
| 58 | Цар гори          | 2024 |
| 59 | Вихідний на пляжі | 2024 |
| 60 | Звуки музики      | 2024 |
| 61 | Все навпаки       | 2024 |
| 62 | Коробка           | 2024 |
| 63 | Хитрий жук        | 2024 |
| 64 | Художники         | 2024 |
| 65 | Привид            | 2024 |
| 66 | Підводні скарби   | 2024 |
| 67 | Няньки            | 2024 |
| 68 | Ніч у музеї       | 2024 |
| 69 | Грибники          | 2024 |
| 70 | Золотий Гусак     | 2024 |
| 71 | Розумний будинок  | 2024 |
| 72 | Новорічні будинки | 2025 |
| 73 | Хворий зуб        | 2025 |
| 74 | Ну, відпочинь!    | 2025 |
| 75 | Сніговики         | 2025 |
| 76 | Бокс              | 2025 |
| 77 | Ковзанка          | 2025 |
| 78 | Новий самокат     | 2025 |